# 광교푸른숲도서관
광교푸른숲도서관은 경기도 수원시 영통구에 있는 도서관이다.

## 연혁
- 2016. 12. 07. 도서관 착공
- 2018. 04. 06. 도서관 준공
- 2018. 04. 12. 도서관 개관

## 이용 안내
이용 시간
휴관일
- 매월 첫째, 셋째 월요일
- 일요일을 제외한 국가지정 공휴일(단, 일요일과 겹치면 휴관)